# Johanna von Isser Großrubatscher

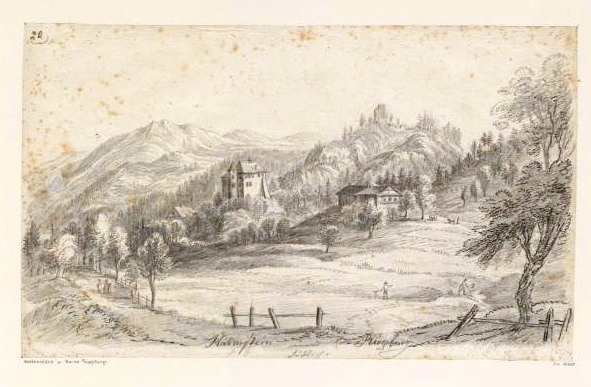
Un disegno di castel Halbenstein, a Hörbranz, non più esistente

Johanna von Isser Großrubatscher, nata Johanna Maximiliana Großrubatscher (Novacella, 27 dicembre 1802 – Innsbruck, 25 maggio 1880), è stata una disegnatrice austriaca, che rappresentò principalmente vedute di castelli tirolesi e trentini.

## Biografia
Figlia di Caspar Großrubatscher, un magistrato ladino, nacque a Novacella, vicino a Bressanone; studiò fin da giovane sotto la guida dei pittori Josef Kapeller e Makart, zio di Hans Makart. Nel 1823, appena ventunenne, venne incaricata dal neonato museo Ferdinandeum di Innsbruck di eseguire dei disegni molto dettagliati dei portali di Castel Tirolo e di Castel San Zeno che potessero essere utili agli studiosi d'arte medievale.

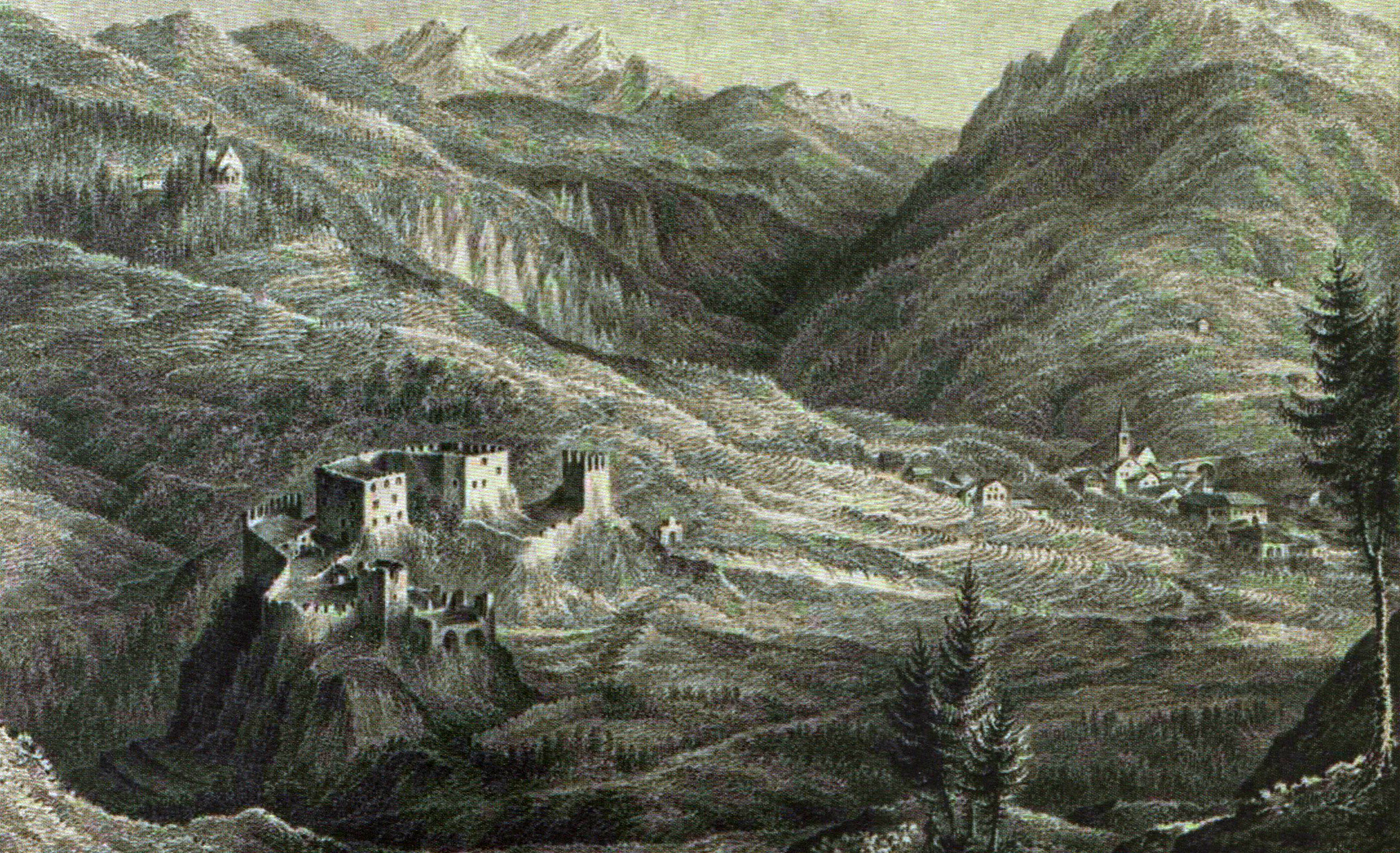
Incisione con un panorama di Segonzano (il castello, le piramidi, la chiesa della Santissima Trinità e il paese di Piazzo)

Nel 1828 si sposò con Johann Isser von Gaudententhurn, un funzionario statale, che seguì durante i suoi vari spostamenti per lavoro; dapprima la coppia abitò a Riva del Garda, spostandosi poi a Cavalese, Lavis, Stenico e Pergine; dopo la morte del marito, Johanna visse a Salisburgo e poi a Innsbruck, dove morì nel 1880, all'età di 77 anni. Tra i suoi estimatori figura il pittore inglese Thomas Allom, che riutilizzò i disegni di Johanna von Isser per illustrare la sua guida al Tirolo (Views in the Tyrol).
I suoi disegni fungono ora da fonte primaria per lo studio dei castelli del Tirolo, grazie alla cura nei dettagli delle fortificazioni, nonché del folclore e delle tradizioni popolari locali, e grazie al fatto che Johanna, per animare e contestualizzare meglio i suoi disegni, vi inseriva frequentemente personaggi e scene di vita quotidiana. Le sue opere sono raccolte in sei album, ciascuno contenente dai 40 ai 70 disegni, per un totale di circa 400, conservati al Ferdinandeum di Innsbruck.